# Bandera de Osetia del Sur
La bandera de Osetia del Sur aparece descrita en la Constitución de 26 de noviembre de 1990 y este diseño ha sido confirmado en la Regulación sobre la Bandera Nacional que se aprobó el 30 de marzo de 1992. Es una bandera tricolor compuesta por tres franjas horizontales del mismo tamaño, blanca la superior, roja la central y amarilla la inferior.
El color rojo simboliza el valor marcial, el blanco la pureza moral, y el amarillo la riqueza y la prosperidad. Esta bandera es prácticamente idéntica a la de Osetia del Norte-Alania, la única diferencia está en sus dimensiones.